# Кадыров, Хамид
Хамид Кадыров — советский хозяйственный, государственный и политический деятель.
Участник Великой Отечественной войны. Член КПСС.

## Биография
Родился в 1923 году в Куйбышевском с/с Наманганского района. 
На фронте в составе 2-го зап. линейного сп, 364-го сп 254-й сд 52-й А 1-го УкрФ. С 1946 года — на хозяйственной, общественной и политической работе. В 1946—1983 гг. — советский и партийный работник в Наманганской области, второй секретарь Нарынского райкома КП Узбекистана, секретарь Задарьинского райкома КП Узбекистана, первый секретарь Избасканского райкома КП Узбекистана, первый секретарь Пахтаабадского райкома КП Узбекистана, начальник управления сельского хозяйства Андижанского областного исполнительного комитета.
Избирался депутатом Верховного Совета Узбекской ССР 8-го созыва.
Умер после 1985 года в Оше.

## Награды и звания
- орден Октябрьской Революции (27.12.1976)
- орден Отечественной войны II степени (06.04.1985)[8]
- орден Трудового Красного Знамени (01.03.1965, 10.12.1973, 26.02.1981)
- орден «Знак Почёта» (11.01.1957; 01.09.1960; 08.04.1971)